# جون رايز-ديفيس
جون رايز-ديفيس (بالإنجليزية: John Rhys-Davies)‏ ممثل ويلزي من مواليد 5 مايو 1944.

## حياته الشخصية
اشتهر في فيلم سادات بدور جمال عبدالناصر.

## أعماله
1- سلسلة فيلم ملك الخواتم :( The Lord of The Ring)
قام بدور القزم قملي Gimli
2- سلسلة فيلم انديانا جونز:في اثنين من اصل أربعة (سارقو التابوت الضائع (بالإنجليزية: Raiders of the Lost Ark)‏)، (إنديانا جونز والحملة الأخيرة (بالإنجليزية: Indiana Jones and the Last Crusade)‏) قام بدور صالح sallah

## مواقع خارجية
- جون رايز-ديفيس على موقع IMDb (الإنجليزية)
- جون رايز-ديفيس على موقع ميتاكريتيك (الإنجليزية)
- جون رايز-ديفيس على موقع روتن توميتوز (الإنجليزية)
- جون رايز-ديفيس على موقع ألو سيني (الفرنسية)
- جون رايز-ديفيس على موقع ميوزك برينز (الإنجليزية)
- جون رايز-ديفيس على موقع تيرنر كلاسيك موفيز (الإنجليزية)
- جون رايز-ديفيس على موقع أول موفي (الإنجليزية)
- جون رايز-ديفيس على موقع قاعدة بيانات الأفلام السويدية (السويدية)
- جون رايز-ديفيس على موقع إن إن دي بي (الإنجليزية)
- جون رايز-ديفيس على موقع ديسكوغز (الإنجليزية)